# Nephrolepis duffii
Nephrolepis duffii là một loài dương xỉ trong họ Nephrolepidaceae. Loài này được T. Moore mô tả khoa học đầu tiên năm 1878.